# Thinking Out Loud
『Thinking Out Loud』（シンキング・アウト・ラウド）は、BONNIE PINKの通算9枚目のオリジナルアルバム。2007年7月25日発売。発売元はワーナーミュージック・ジャパン。CDコードは初回限定盤がWPZL-30060/61、通常盤がWPCL-10419。スウェーデン盤の発売元はWarner Music Sweden。CDコードは514427617。

## 概要
ベストアルバムから丸1年ぶり、前作のオリジナルアルバム『Golden Tears』から1年10ヶ月ぶりとなるオリジナルアルバム。タイトルは本アルバム2曲目のタイトルおよび歌詞の一節で、日本語にすると「考えを外に出す」「独り言を言う」などという意味である。自分の考えを独り言で終えるのではなく、もっとどんどん外に漏らして解放していき、誰かに聴き取ってもらって連鎖させていった方が人と繋がれて気持ち良い気分になれるのではないかという考えと願いがこめられている。レコーディングは4月から6月までの間にスウェーデン・マルメでおこなわれた。
初回限定盤は特典として「Anything For You」と「Water Me」のMUSIC CLIPと、2007年5月27日スウェーデンで行われたインターネット・ライブから3曲の映像が収録されたDVD付き。
また、初回限定盤・通常盤共通の購入特典として2007年10月26日に行われた『BONNIE PINK TOUR 2007 "Thinking Out Loud" Final at 日本武道館』のチケット先行予約特設ページにアクセスできるIDとパスワードを得ることができた。
2008年4月8日リリースのスウェーデン盤には、Bjorn Yttlingのリミックスによる「A Perfect Sky（Björn Remix）」がボーナス・トラックとして収録されている。

## 収録曲

### CD
1. Gimme A Beat （3:54）
（作詞・作曲：BONNIE PINK　編曲：Burning Chicken）
2. Broken Hearts, Citylights And Me Just Thinking Out Loud （3:33）
（作詞・作曲：BONNIE PINK　編曲：Burning Chicken）
3. Burning Inside （4:29）
（作詞・作曲：BONNIE PINK　編曲：Burning Chicken）
4. 慰みブルー （3:58）
（作詞・作曲：BONNIE PINK　編曲：Burning Chicken）
5. Imagination （3:55）
（作詞・作曲：BONNIE PINK　編曲：Burning Chicken）
6. A Perfect Sky(Philharmonic Flava) （4:32）
（作詞・作曲：BONNIE PINK　編曲：Burning Chicken）
7. Lullaby （3:28）
（作詞・作曲：BONNIE PINK　編曲：Burning Chicken）
8. 坂道 （3:56）
（作詞・作曲：BONNIE PINK　編曲：Burning Chicken）
9. Water Me （3:50）
（作詞・作曲：BONNIE PINK　編曲：奥野真哉(SOUL FLOWER UNION)）
10. Catch The Sun （4:17）
（作詞・作曲：BONNIE PINK　編曲：Burning Chicken）
11. Chances Are （2:56）
（作詞・作曲：BONNIE PINK　編曲：Burning Chicken）
12. Anything For You （4:10）
（作詞・作曲：BONNIE PINK　編曲：Burning Chicken/BONNIE PINK）
13. A Perfect Sky(Björn Remix)（スウェーデン盤ボーナス・トラック） （3:31）
（作詞・作曲:BONNIE PINK／リミックス:Bjorn Yttling）

### DVD
- 『BONNIE PINK Internet Live at GULA STUDION, Sweden』

1. A Perfect Sky
2. Gimme A Beat
3. Tonight, the Night
（ディレクター：松本剛）

- MUSIC CLIP
Anything For You
Water Me
（全曲、ディレクター：松本剛）

## タイアップ
- 日産自動車「MOCO」CMソング（M-3）
- フジテレビ系ドラマ『わたしたちの教科書』主題歌（M-9）
- au by KDDI「ケータイの掟」CMソング（M-12）
- 舞台『ダブルブッキング!』テーマソング（M-13、スウェーデン盤）